# Седмиозерная икона Божией Матери
Седмиозе́рная ико́на Бо́жией Ма́тери (ст.‑слав. Седмиезерная) — икона Богородицы, почитаемая чудотворной, была главной святыней Седмиезерной Богородицкой пустыни. День памяти этой иконы торжественно празднуется в Седмиезерной Богородичной пустыни, а также в Казани, по Прикамью и Поволжью.
Празднование 26 июня (9 июля), 28 июля (10 августа) и 13 (26) октября. В настоящее время хранится в Петропавловском кафедральном соборе в Казани. Хранящаяся в алтаре собора Седмиозерная икона еженедельно выносится в храм для служения.
Отличие от Смоленской иконы Божией Матери — правая рука Седмиезерной изображена в благословляющем перстосложении. Размер иконы 71,4 × 61,4 см.
Акафист этой иконе в годы гонений на Русскую православную церковь в советский период был утрачен.

## История
По преданию, изначально эта икона была родительским благословением иноку Евфимию. Евфимий родился в конце XVI века в городе Устюге Вологодской губернии в небогатой семье. Душой стремился к монашеству, в юности оставил родительский дом, взяв благословение родителей — Смоленскую икону, ушёл в монастырь. Когда родители умерли, он похоронил их и с братом ушёл в Казань. В 1615 году в 17 вёрстах от Казани монах Евфимий нашёл тайное глухое место, окружённое семью озёрами (впоследствии эти семь озёр стали одним большим озером) и основал монастырь. Так икона и монашеская пустынь, основанная монахом Евфимием, стали называться Седмиезерными. Более подробно об этом написано в книге архимандрита Лаврентия «Сказание о Седмиезерной Богородицкой Пустыни Казанской епархии и о чудотворной иконе Пресвятой Богородицы, называемой „Смоленская“», изданной в Казани в 1858 году.
В июне 1654 года в Москве случилась эпидемия чумы, постепенно перешедшая из столицы в Ярославль, Кострому, Нижний Новгород, Казань и прочие города. Население из городов бежало в леса и пустынные местности. Для исцеления от эпидемии властями было решено принести из Седмиезерной пустыни в Казань икону, уже прославившуюся своими чудесами. Жители Казани вышли с крестным ходом навстречу иконе за две версты от города. Впоследствии на месте сретения иконы была устроена часовня и водружён крест, а после основан монастырь. Чудотворная икона была обнесена вокруг Казани и поставлена в Благовещенском соборе, после чего эпидемия чумы начала утихать. Жители Казани начали носить икону по домам, и болезнь прекратилась.
После недельного пребывания иконы в Казани монахи Седмиезерной пустыни попросили возвратить её обратно в монастырь. Казанцы устремились в храм, чтобы совершить молебен и попрощаться с заступницей. После совершения Всенощного бдения люди стали поднимать икону, но вдруг забушевала буря, наступила темнота, пошёл дождь и снег. Когда всё стихло, люди увидели, что левая рука Богородицы на иконе изменила свое положение, — она была изображена в виде благословляющего перстосложения, жеста. Жители предположили, что Богородице ещё не настало время уйти из Казани, и чудотворная икона оставалась целый год в городе.
В 1655 году сам митрополит препроводил икону в Седмиезерную пустынь, однако на следующий год чума снова появилась в Казани и свирепствовала ещё больше. Летом эпидемия снова повторилась. Оба раза жители приносили из Седмиезерной пустыни икону Богородицы, и это спасало город от язвы.
В 1771 году чума снова появилась в Москве и в Казани. Жители снова прибегли к помощи своей иконы и обнесли её вокруг города и по всем домам в нём, после чего чума снова прекратилась. В память избавления от язвы Седмиезерную икону ежегодно 26 июня (по старому стилю) приносили в Казань на целый месяц. В обители же икона праздновалась 13 (26) октября.
В 1804 году от Седмиезерной иконы совершилось исцеление коменданта Казани генерала Кастелия от болезни в ногах. Из записей о чудесах этой иконы явствует, что около неё в молитвах исцелялись слепые, парализованные, бесноватые.
Почитание этой иконы также связано с памятью преподобного Гавриила (Зырянова), старца Спасо-Елеазаровской пустыни, наместника Седмиезерной Богородицкой пустыни. 7 ноября 1883 года иеромонаха Тихона (Зырянова) перевели в Седмиезерную Богородичную пустынь духовником братии. С 1883 по 1908 год он много проводил крестных ходов и молебнов по окрестным сёлам с чудотворной иконой. Одно из чудес он описал своему келейнику. Летом, в три часа пополудни, когда молебен уже подходил к концу, иеромонах Тихон взял в руки чудотворную икону, вознёс её над головой, чтобы благословить народ. Но у послушников и прихожан были испуганные лица. Они упали на колени и взывали: «Господи, помилуй! Пресвятая Богородица, спаси нас! Не оставляй нас!» Он видел, что весь воздух вокруг стал розовым. По окончании молебна иеромонах Тихон узнал, что во время чтения молитвы икона начала мерцать и сиять — вокруг неё был сияющий венец, а когда он стал благословлять народ, все увидели, что сияющий венец стал огромным и покрыл и иеромонаха Тихона, всё вокруг изменилось. Народ и послушники поняли, что икона «уходит», исчезает и начали молить её остаться. Видя много чудес от иконы, иеромонах Тихон думал о том, как жить в Боге, чтобы приблизиться к его любви и просил себе болезни. Вскоре по стечению обстоятельств иеромонах Тихон тяжело заболел и лежал в голоде и парализованным пять лет, принял схиму и стал старцем Гавриилом. Когда силы немного вернулись, старец Гавриил организовал строительство храма в Седмиезерной пустыни в память преподобного Евфимия Великого (небесного покровителя основателя Седмиезерной Богородицкой пустыни монаха Евфимия) и святителя Тихона Задонского (своего небесного покровителя). 16 октября 1899 года храм был освящён. В 1902 году старец Гавриил был назначен наместником Седмиезерной пустыни.

## Прочие сведения
Искусствовед Ирина Бусева-Давыдова писала, что в ряде копирований иконы есть особенность: жест руки Богоматери постепенно заменялся на традиционно указующий: мотив покровительственного осенения стал благословением, и часто с двуперстным крестным знамением. Икона «Седмиезерная» пользуется особым почитанием в старообрядческой среде. Постепенно возник и укрепился в русской культуре XV—XIX веков уникальный иконографический извод, называемый Богоматерь «Седмиезерная».
Есть версия о появлении иконографического извода Богоматерь «Седмиезерная» вследствие влияния на русскую иконопись византийско-итальянской школы.
Оклад Седмиезерной Смоленской иконы выложен белым и ярко-синим бисером.